# Manzana
Manzana è una località del comune di Vittorio Veneto, in provincia di Treviso.
Essa si trova sulla sommità di un colle all'estremo meridionale del comune vittoriese, al confine col comune di Conegliano. Si lega geograficamente alla frazione di Formeniga.
L'economia di questa zona è legata perlopiù alla produzione del vino bianco, tra cui eccelle il Prosecco di Conegliano-Valdobbiadene DOCG e il verdiso.

## Monumenti e luoghi d'interesse

### Chiesa di San Giorgio
La chiesa di San Giorgio è un antichissimo luogo sacro, ubicato nel piccolo centro abitato di Manzana e fin dalle sue origini, precedenti al XV secolo, affiliata alla chiesa di San Pancrazio di Formeniga.
Esternamente si presenta grezza, con una facciata a capanna aperta solamente da un portale rettangolare. A sinistra si erge il campanile, in stile romanico, con bifore a livello della cella campanaria. Internamente sono stati scoperti quattro cicli di affreschi sovrapposti: il più antico è databile alla fine del XIII secolo; tra le figure in esso distinguibili va ricordato il San Giorgio. I restanti strati conservano pitture dei secoli successivi, fino al XVI, epoca dell'ampliamento della parte anteriore dell'edificio.
La dedicazione a San Giorgio potrebbe risalire all'epoca longobarda, ma i restauri effettuati nel XX secolo hanno rivelato la presenza di materiale più antico, risalente all'epoca romana, reimpiegato nella costruzione medievale.